# Plutella antiphona
Plutella antiphona is een vlinder uit de familie van de koolmotten (Plutellidae). De wetenschappelijke naam van de soort is voor het eerst geldig gepubliceerd in 1901 door Edward Meyrick.